# Feckenham
Feckenham är en by och en civil parish i Redditch i Worcestershire i England. Orten har 860 invånare (2011). Byn nämndes i Domedagsboken (Domesday Book) år 1086, och kallades då Fecheha.